# Gerberga Saska
Gerberga Saska (ur. 913, zm. 5 maja zapewne w 969) – księżna Lotaryngii, królowa i regentka Francji, córka króla Henryka Ptasznika i jego drugiej żony Matyldy z Ringelheim, siostra cesarza Ottona I.

## Pochodzenie
Gerberga była drugim dzieckiem Henryka Ptasznika z jego drugiego małżeństwa z Matyldą. Starszy od niej był późniejszy cesarz Otton I. O jej dzieciństwie nie zachowały się żadne informacje. Opisywano ją jako osobę wykształconą. Z tego powodu należy przypuszczać, że wychowywała się w klasztorze.

## Małżeństwo z Gizelbertem z Lotaryngii
W 928 r. Gerberga poślubiła księcia Lotaryngii Gizelberta. Henryk Ptasznik chciał w ten sposób związać swojego zięcia z państwem wschodniofrankijskim. Źródło z XI w. Translatio s. Servatii twierdzi, że za jej przyczyną mąż poparł bunt księcia bawarskiego Henryka przeciw Ottonowi I. Gizelbert miał w poparciu buntowników własny interes, gdyż dążył do niezależności Lotaryngii i zapewne samodzielnie podjął decyzję o przystąpieniu do walki z władcą Niemiec. W jej trakcie zachorował i zmarł.

## Małżeństwo z Ludwikiem IV Zamorskim
Otton I planował wydać Gerbergę lub jej córkę za księcia bawarskiego. Księżna zwróciła się o opiekę do brata Henryka. Zdystansowała się również od polityki zmarłego męża. Gerberga poślubiła pod koniec 939 r. króla Francji Ludwika IV Zamorskiego, który uzyskał w ten sposób prawa do Lotaryngii i wzmocnił własną pozycję wobec swojego politycznego przeciwnika Hugona Wielkiego, którego żoną była siostra Gerbergi Jadwiga Saska. Imię najstarszego syna Ludwika i Gerbergi Lotara świadczyło o pretensjach do Lotaryngii. Król Francji musiał jednak w 942 r. zrzec się tej krainy wobec przewagi militarnej Ottona I. Nie wiadomo czy stało się to pod wpływem Gerbergi. Zapewne przeważyły jednak względy wewnętrzne i chęć rozerwania sojuszu pomiędzy Ottonem I i Hugonem Wielkim.
W 945 r. Ludwik Zamorski został uwięziony przez Hugona, który zażądał, w zamian za jego uwolnienie, najstarszego syna Lotara jako zakładnika. W tej sytuacji Gerberga objęła regencję. Udało jej się doprowadzić do uwolnienia męża, dając jako zakładnika młodszego syna Karola. Przekonała także Ludwika Zamorskiego do zawarcia sojuszu ze swoim bratem Ottonem I. Pomiędzy 946 a 950 r. obaj władcy spotkali się pięciokrotnie. Podczas Wielkanocy 950 r. Gerberga gościła u brata w Akwizgranie. Poparcie Ottona I i pośrednictwo jego siostry umożliwiło zawarcie w 953 r. pokoju pomiędzy Ludwikiem a Hugonem.

## Wdowieństwo

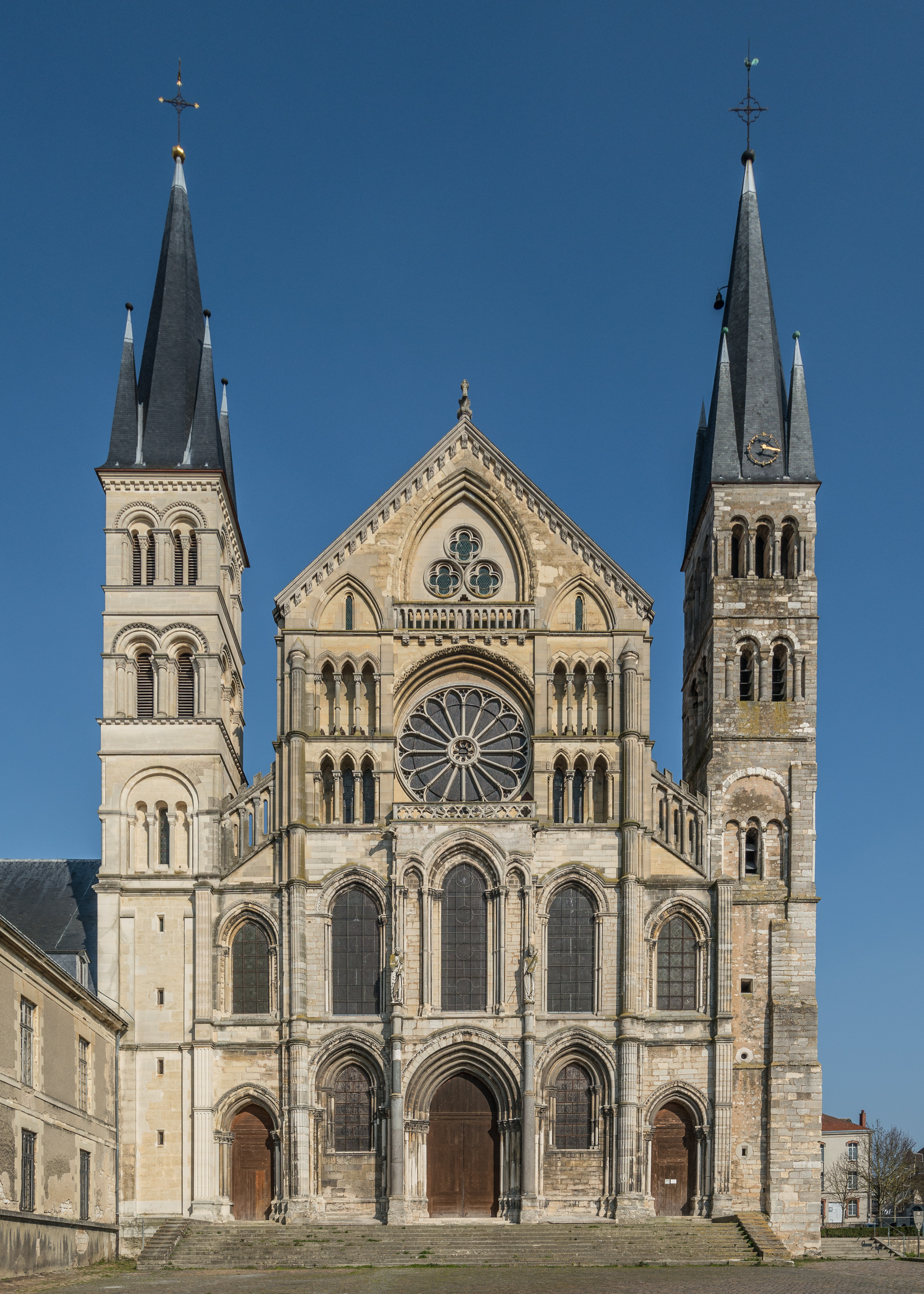
Gerberga została pochowana w opactwie Saint Rémi w Reims

W 954 r. Ludwik Zamorski spadł z konia i zmarł w wyniku odniesionych ran. Gerberga po raz drugi została regentką w imieniu 13-letniego syna. Udało jej się doprowadzić do jego wyboru na króla. Tym razem zwróciła się o pomoc do Hugona Wielkiego obawiając się, że pomoc brata uzależni rządzone przez nią państwo od potężniejszego sąsiada.
Po śmierci Hugona Wielkiego w 956 r. Gerberga i jej siostra Jadwiga stanęły na czele dwóch najpotężniejszych rodzin w państwie i działały w interesie swoich synów. Na tym etapie Gerberga uzyskała wsparcie braci Ottona I oraz arcybiskupa Kolonii i księcia Lotaryngii Brunona. W ten sposób udało jej się zachować status quo i przekazać władzę synowi Lotarowi.
Gerberga w 959 r. została opatką w klasztorze Notre-Dame w Soissons, co było tradycyjnym stanowiskiem dla wdów królewskich, pozostała jednak aktywna politycznie. W 961 r. troszczyła się o wybór nowego arcybiskupa Reims. W 965 r. uczestniczyła w Hoftagu w Kolonii, na którym postanowiono o małżeństwie jej syna Lotara z Emmą, córką króla włoskiego Lotara II i Adelajdy Burgundzkiej, która była także pasierbicą cesarza Ottona I.

## Potomstwo
Z małżeństwa z Gizelbertem z Lotaryngii
- Henryk (zm. przed 944 r.)
- Jadwiga (Hadwig) (zmarła młodo)
- Alberada – poślubiła Renaulda, hrabiego Reims
- Gerberga (zm. po 978, poślubiła Alberta I, hrabiego Vermandois

Z małżeństwa z Ludwikiem Zamorskim:
- Lotar (ur. 941 r., zm. 986 r.) – król Francji, ∞ Emma, córka króla włoskiego Lotara II.
- Matylda (ur. pod koniec 943 r., zm. po 26 listopada 981 r.), ∞ ok. 964 r. Konrad I Spokojny, król Burgundii
- Karol (ur. styczeń 945 r., zm. przed 953 r.)
- córka (ur. na początku 948 r.)
- Ludwik (ur. grudzień 948 r., zm. przed 10 września 954 r.)
- Karol (ur. 953 r., zm. po 991 r.), książę Dolnej Lotaryngii
- Henryk (ur. lato 953 r., zm. wkrótce po chrzcie)

## Literatura
- Winfrid Glocker: Die Verwandten der Ottonen und ihre Bedeutung in der Politik, Böhlau Verlag Köln 1989, ISBN 3-412-12788-4